# 闹村乡
闹村乡是中华人民共和国浙江省温州市平阳县下辖的一个乡。
2016年1月23日，浙江省人民政府批复同意调整水头镇管辖范围，增设闹村乡，乡政府驻西垟村。

## 行政区划
闹村乡下辖以下村级行政区划单位：
西垟村、上浪村、上南村、静凉村、中村、东北村、卢家村、小施村、桥头村、杨美村、大施村、吴岭村、秀尖村、季山村、光辉村、黄山村、龙凤村、南垟村、玉联村和苍南村。